# Altopiano Kejvy
L'altopiano Kejvy (in russo Кейвы возвышенность?) è un rilievo della parte centrale della penisola di Kola in Russia, si trova nell'oblast' di Murmansk.
L'altopiano si estende per 200 chilometri e il suo punto più alto è il  monte Jagel'urta (397 m). Presenta molte gole e valli profonde. Si trova a est del lago Umbozero ed è lo spartiacque dei fiumi Ponoj e Jokanga. I pendii delle montagne sono ricoperti di licheni e sono usati come pascoli per le renne. Sul lato settentrionale della collina hanno origine i fiumi: Suchaja e Jokanga. A sud: Ponoj, Lebjažja, Losinga. 

## Geologia
L'altopiano è composto da cianite e scisti micacei, tagliati in alcuni punti da intrusioni di pegmatiti granitiche alcaline e di metalli rari. Vi si trovano i più grandi depositi al mondo di granato (almandino), cianite e staurolite (alluminio grezzo). Qui viene estratta l'amazzonite. Ci sono grandi depositi di litio e berillio, metalli rari (cesio, ittrio, ecc.), mica e quarzo.

## Clima
Il clima è di transizione da marittimo subartico a moderatamente freddo. Le temperature medie di gennaio sono -10 -14, a luglio +9 +12 gradi. L'inverno è lungo, con frequenti tempeste di neve e forti venti. L'estate è breve, con pioggia e nebbia. Gelate e nevicate sono probabili in qualsiasi giorno dell'estate. Il permafrost è molto diffuso.